# Moi, une femme
Pour plus de détails, voir Fiche technique et Distribution.
Moi, une femme (suédois : Jag - en kvinna ; danois : Jeg - en kvinde) est un drame érotique suédo-danois réalisé par Mac Ahlberg et sorti en 1965.
Il s'agit d'une adaptation du roman danois Jeg - en kvinde d'Agnethe Thomsen. L'histoire met en scène Essy Persson, qui fait ses débuts au cinéma, dans le rôle d'une jeune infirmière qui s'affranchit d'une éducation réprimée pour explorer la liberté sexuelle. Le film met également en scène des vedettes du cinéma danois telles que Preben Mahrt, Jørgen Reenberg et Tove Maës.

## Synopsis
La jeune infirmière Siv (Essy Persson) est frustrée par les contraintes strictes de ses parents religieux (Tove Maës et Erik Hell) et de son fiancé ennuyeux, Sven (Preben Kørning). À l'hôpital où elle travaille, un antiquaire marié nommé Heinz Gersen (Preben Mahrt) flirte avec Siv. Bien qu'elle soit avertie que Gersen est un coureur de jupons, Siv le laisse la séduire et ils ont une liaison. Gersen dit à Siv qu'il l'aime et lui propose de quitter sa femme pour elle. Alors qu'elle vient de découvrir un nouveau monde de liberté sexuelle, Siv rejette la proposition de Gersen. Elle rompt alors ses fiançailles avec Sven, quitte ses parents et trouve un poste d'infirmière dans une autre ville. Siv rencontre Lars, un marin (Bengt Brunskog), avec qui elle entame une relation. Lorsque Lars lui demande de se marier, Siv rompt avec lui. Siv commence à fréquenter le docteur Dam (Jørgen Reenberg) à l'hôpital où elle travaille. Dam tombe également amoureux de Siv, elle cesse donc de le voir et décide qu'aucun homme ne pourra jamais satisfaire complètement ses désirs. Siv a une relation sexuelle avec un inconnu nommé Eric (Frankie Steele) qui, selon Siv, représente son alter ego masculin. Eric dit à Siv qu'il ne la reverra plus car il a peur qu'elle tombe amoureuse de lui.

## Fiche technique
- Titre français : Moi, une femme[1]
- Titre original anglais : Jeg - en kvinde[2]
- Titre suédois : Jag - en kvinna [3]
- Réalisation : Mac Ahlberg
- Scenario : Peer Guldbrandsen (da)
- Photographie :	Mac Ahlberg
- Montage : Edith Nisted
- Musique : Sven Gyldmark (da)
- Décors : Peer Guldbrandsen (da), Erik Aaes
- Production : Fritz Ruzicka
- Société de production : Nordisk Film, Europa Film, Novaris Film
- Pays de production :  Danemark -  Suède
- Langue originale : danois
- Format : couleurs par Eastmancolor - 1,85:1 - Son mono - 35 mm
- Durée : 98 minutes
- Genre : drame érotique
- Dates de sortie :
  - Danemark : 17 septembre 1965
  - Suède : 8 novembre 1965
  - France : 21 février 1968

## Distribution
- Essy Persson - Siv Esruth, infirmière
- Tove Maës - La mère de Siv
- Erik Hell - Le père de Siv
- Preben Kørning - Svend (Sven), le fiancé de Siv
- Preben Mahrt - Heinz Gersen, antiquaire
- Bengt Brunskog - Lars Thomsen, un marin
- Jørgen Reenberg - Dr Dam
- Frankie Steele - Erik l'inconnu
- Ebba With - l'infirmière en chef
- Wandy Tworek - violoniste

Doublage des voix en danois
- Malene Schwartz - voix de Siv
- Carl Ottosen - voix de Lars

## Production
Le film est une coproduction dano-suédoise dont le partenaire suédois est Europafilm et les partenaires danois sont Novaris Film et Nordisk Films Kompagni A/S. Le film est adapté du roman Jeg - en kvinde de l'auteur danois Siv Holm (pseudonyme d'Agnethe Thomsen), qui a été adapté en scénario par Peer Guldbrandsen. Le film a été tourné à Copenhague et dans ses environs au début de l'été 1965, avec Ahlberg comme chef opérateur. Le film a ensuite été monté par Edith Nisted et présenté en avant-première le 17 septembre dans cinq cinémas de Copenhague. Il n'est sorti en Suède que le 8 novembre de la même année, au cinéma Anglais de Stockholm. D'une durée de 98 minutes, il est autorisé à partir de 15 ans en Suède.

## Succès aux États-Unis
Les droits de distribution américains ont été achetés par Radley Metzger, qui a monté le film en supprimant les flashbacks, en ajoutant des titres en anglais et en le plaçant dans des salles de cinéma grand public. Metzger a déclaré qu'il s'agissait « probablement du premier film érotique féministe sorti dans les années 60 et qu'il a trouvé son public chez toutes les femmes en Amérique ». En rapportant plus de 4 millions de dollars aux États-Unis, Metzger a attribué à Moi, une femme le rôle de principal catalyseur de son succès ultérieur dans la réalisation de films pornographiques. Malgré les mauvaises critiques des médias grand public, le succès de billetterie du film a encouragé le développement de l'industrie du film d'exploitation. Selon un article paru dans le magazine Variety, Moi, une femme « s'est affranchi des cinémas d'exploitation, il a envahi la banlieue et a immédiatement trouvé son public ».
Le film a inspiré à Andy Warhol l'écriture et la réalisation de son long métrage expérimental I, a Man.